# Зелёная Долина (Челябинская область)
Зелёная Доли́на — посёлок в Чесменском районе Челябинской области России. Входит в состав Углицкого сельского поселения.

## География
Ближайший населённый пункт: посёлок Климовка. Расстояние до районного центра села Чесма 37 км.

## История
Основан в 1925 г. как переселенческий участок № 42 плановыми переселенцами из Воронежской области. В 1928 г. создан колхоз «Путь МОПРа», который в 1951 г. после объединения с колхозом им. К. Е. Ворошилова стал отделением вновь созданного колхоза им. М. И. Калинина. С 1957 по 1990 г. — отделение совхоза «Березинский». Современное название присвоено в 1960 г.

## Население
| 2002 | 2010 |
| ---- | ---- |
| 233  | ↘188 |

По данным Всероссийской переписи, в 2010 году численность населения посёлка составляла 188 человек (89 мужчин и 99 женщин).
Национальный состав
Согласно результатам переписи 2002 года, в национальной структуре населения русские составляли 85 %.

## Улицы
Уличная сеть посёлка состоит из 2 улиц.